# 須藤雅路
須藤 雅路（すどう まさじ、1900年10月2日 - 1979年5月17日）は、日本の図案家。

## 経歴
福岡県宗像郡出身。1919年福岡県立中学修猷館を経て、1925年3月東京美術学校図案科を卒業。
1925年香川県立工芸学校教諭となり、1927年まで在職。1928年白木屋本店室内装飾部に転じたが翌年退き、福岡県商工技手となり福岡工業試験場(のち久留米工業試験場、内務省商工課に転ず)に勤務する。1937年から大阪府商工技師となり大阪府工芸奨励館に勤務し、1952年同館第三部工芸課長となる。
1953年東京芸術大学美術学部図案科教授に就任、1968年に退官するまで東京芸術大学評議員を5度つとめる。またこの間、1957年から1959年まで意匠奨励審議会委員、1959年その後身のデザイン奨励審議会委員、1960年から1962年まで東京都立工業奨励館評議員、1964年教科用図書検定調査審議会調査員、1965、1967年に大学設置審議会専門委員等をつとめる。
わが国デザイン教育の草分け的存在として後進を育成し、1968年に退官後、東京芸術大学名誉教授の称号を受け、引き続き東海大学教授として教鞭をとる。